# Чечулин, Алексей Михайлович
Алексей Михайлович Чечулин (1902 — после 1986) — советский хозяйственный, государственный и политический деятель.

## Биография
Родился в 1902 году в селе Верхнее Мячково. Член КПСС с 1927 года.
С 1916 года — на хозяйственной, общественной и политической работе. В 1916—1959 гг. — крестьянин в хозяйстве родителей, батрак, подручный лавочника в Москве, красноармеец, комсомолец, секретарь, председатель Мячковского волостного исполкома, инструктор Раменского райисполкома по военным делам, секретарь райисполкома, инструктор Раменского РК ВКП (б), первый секретарь Раменского райкома ВКП(б), участник Великой Отечественной войны, заместитель начальника политотдела 60-й Армии, работник политуправления Южной группы войск, председатель Раменского райисполкома.
Делегат XVIII съезда ВКП(б).
Почётный гражданин Раменского.
Умер после 1986 года.